# Ala Aérea de la Fuerza de Defensa de Belice

Logo de la Defensa Aérea de Belice

El Ala Aérea o Grupo Aéreo de la Fuerza de Defensa de Belice es la rama de aviación militar de la Fuerza de Defensa de Belice. Formada en 1983, tiene su sede central en el Aeropuerto Internacional Philip S. W. Goldson en Ladyville. 
Las principales tareas del Ala Aérea son Reconocimiento, Búsqueda y rescate en accidentes aéreos, la de evacuación de emergencia de un paciente de una zona de combate, reabastecimiento aéreo y transporte de tropas. Además, ayudan a la policía en las operaciones de interdicción de drogas y contra el contrabando, y pueden ser convocados por el ala marítima. Se compraron dos Britten-Norman Defenders (registro BDF-01 y BDF-02) en Reino Unido y formaron la columna vertebral del ala aérea durante años. Los dos aviones podrían estar equipados con armamento ligero, lo que los convierte en el primer avión armado en la historia de Belice. Las Fuerzas Británicas en Belice mantuvieron una posición fuerte durante los años ochenta y fue solo en 1990, doce años después de su formación, que tres beliceños tomaron el mando de la Fuerza de Defensa de Belice como Comandante de esta, Comandante de la Guardia, Comandante del Ala Aérea y Marítima.
El Grupo Aéreo tenía 2 o 3 aviones Ayres Thrush que se utilizaron para contrainsurgencia y fumigación de cultivos que inicialmente entraron en servicio en 1988. Es posible que uno de ellos se haya estrellado en algún momento. Al parecer, se han almacenado por considerarse obsoletos. El Grupo Aéreo Beliceño tuvo un Dornier 27 de 1987 a 1990, y también un Beech A90 King Air de 2004 a 2006.
El Ala Aérea de la Fuerza de Defensa de Belice es responsable de recuperar y almacenar las aeronaves capturadas, tales como aviones y helicópteros. Uno de esos incidentes ocurrió en 2015 cuando se informó que un helicóptero volaba en círculos cerca de la frontera con México en Orange Walk. Fue descubierto abandonado alrededor de las 3:00 p. m.. El helicóptero era un Bell 407 con matrícula N607AZ. Si bien se sospechaba que se usaba para el transporte de drogas, no se encontró evidencia de drogas en su interior. El número de registro no coincidía al buscarlo, por lo que se teorizó que era un registro falso para engañar a las autoridades. Si nadie viniera a reclamarlo, la aeronave se pondría en servicio con el Air Wing. Según lo declarado por Brig. General David Jones de las Fuerzas de Defensa, era poco probable que se reclamara. Sin embargo, no hay información disponible para confirmarlo.
Hasta finales de 2015 y principios de 2016, se donaron y entregaron dos helicópteros UH-1H por parte de Taiwán al Grupo Aéreo de Belice, que utiliza los registros BDF-11 y BDF-12.

## Accidentes
En octubre de 1998, el Defender BDF-01 se estrelló cerca de Orange Walk. Un helicóptero Chinook estadounidense lo recuperó en 1999. El BDF-01 no pudo ser reparado, por lo que se recibió un Defender de reemplazo en 2003, con matrícula BDF-05.
En 2007, el BDF-05 se estrelló en una zona pantanosa cerca de la costa de Belice. No hubo víctimas mortales, y un UH-60 Black Hawk de los Estados Unidos lo sacó del área en avión. El Cessna 208 de las Fuerzas de Defensa ahora lleva el registro BDF-05, lo que implica que ha reemplazado al Defender.
Uno de los dos helicópteros UH-1 (BDF12) donados por Taiwán en 2016 se estrelló el 28 de febrero de 2020.

## Aeronaves
| Nombre                       | Fotografía            | Origen                | Tipo                   | Unidades              |
| Aviones de transporte        | Aviones de transporte | Aviones de transporte | Aviones de transporte  | Aviones de transporte |
| ---------------------------- | --------------------- | --------------------- | ---------------------- | --------------------- |
| Cessna 208 Caravan           |                       | Estados Unidos        | Avión utilitario       | 1                     |
| Britten-Norman BN-2 Islander |                       | Reino Unido           | Avión utilitario       | 1                     |
| Helicópteros                 |                       |                       |                        |                       |
| UH-1 Iroquois                |                       | Estados Unidos        | Helicóptero utilitario | 1                     |